# Istoria telefonului mobil

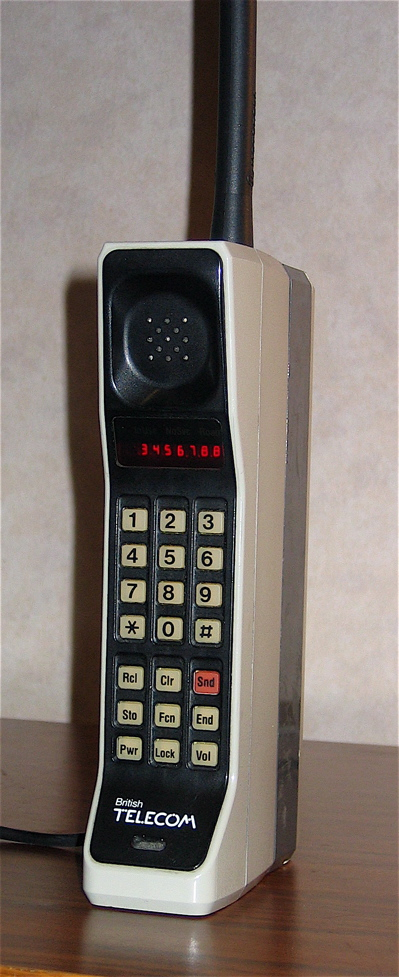
Motorola DynaTAC 8000X, unul din primele telefoane mobile, care funcționa în sistem analogic

Istoria telefonului mobil cuprinde evenimentele legate de apariția primelor telefoane mobile, dezvoltarea și evoluția acestora, trecând prin diverse forme, de la stațiile de emisie-recepție, utilizate la autovehicule, până la telefoanele celulare moderne.
La început, stațiile de emisie-recepție erau utilizate în dotarea taxiurilor, ambulanțelor, vehiculelor de poliție și altor vehicule similare, unde era necesară o intervenție promptă și operativă.
Acestea nu puteau fi considerate telefoane mobile în sensul actual al cuvântului: nu puteau fi conectate la rețeaua de telefonie fixă clasică și nu erau dotate cu numere pentru apelare.
Ulterior au apărut și variantele portabile ale acestora.
Astfel, după 1940, Motorola produce o stație de emisie-recepție numită „Handie-Talkie”, care era de aproape o jumătate de metru lungime și era utilizată de armata americană.
În Europa, telefonia-radio este folosită prima dată în 1926 în trenul de lux Berlin - Hamburg.
La scurt timp, radio-telefonia este introdusă și pe avioanele de pasageri în scopul îmbunătățirii siguranței zborului.
Acest mijloc de comunicație este utilizat și de tancurile germane în cel de-al Doilea Război Mondial.
La încheierea războiului, aceste echipamente telefonice intră în dotarea mașinilor de patrulă ale poliției germane din zona de ocupație britanică.
În toate aceste cazuri, utilizarea acestor telefoane era încredințată doar specialiștilor.
De-abia după 1950 astfel de telefoane au început să fie folosite și de nespecialiști, aceasta petrecându-se pe vasele care navigau pe Rin.

## Primii ani

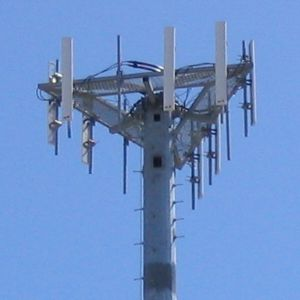
Turn-releu

În 1910, inventatorul și omul de afaceri suedez Lars Magnus Ericsson pune în practică conceptul de telefonie mobilă instalându-si un astfel de dispozitiv în mașina sa.
Prin intermediul unei antene bifilare, reușește să se conecteze cu rețeaua de telefonie națională în timp ce se deplasa prin țară.
În 1946, inginerii sovietici G. Saphiro și I. Zaharcenko testează cu succes un telefon montat într-un autovehicul care, pe o rază de 20 de kilometri, se putea conecta la rețeaua locală.
Conceptul de bază de telefonie celulară se naște în 1947, când cercetătorii își dau seama că, prin introducerea unor zone celulare pot îmbunătăți substanțial eficacitatea convorbirilor.
Astfel, în decembrie 1947, Douglas H. și W. Rae Young, ingineri la firma americană de cercetare Bell Laboratories, propun construcția unor celule hexagonale ca relee pentru telefoanele mobile.
Philip T. Porter (tot de la Bell Labs) propune ca turnurile celulare să fie plasate în vârfurile unor hexagoane imaginare, astfel ca emisia-recepția să se desfășoare în trei direcții.
Dar în acea perioadă, tehnologia aferentă nu se dezvoltase încă și nici frecvențele specifice nu erau alocate.
Abia prin anii 60', Richard H. Frenkiel și Joe S. Engel (de la Bell Labs) fac descoperiri care revoluționează electronica.
Totuși telefoane mobile prin care se puteau forma numere existau deja înainte de 1950.
Astfel, în 1948 serviciul de telefonie mobilă fără fir este disponibil în aproape 100 de orașe americane și majoritatea autostrăzilor.
Primul telefon mobil complet automat, numit MTA (Mobile Telephone System A) a fost dezvoltat de Ericsson și lansat pe piață în Suedia în 1956.
Avem de-a face cu primul sistem care nu necesită control manual, dar avea dezavantajul greutății (cântărea 40 kg).
MTB Produce o versiune mai evoluată, cântărea "doar" 9 kg și a fost introdus în 1965 și ajunsese până la 600 la desființare.
În 1957, radio-inginerul sovietic Leonid Kuprianovici din Moscova a creat un telefon portabil numit după inițialele sale LK-1 sau "radiofon".
Acesta era prevăzut cu antenă, rotiță pentru formarea numerelor și putea comunica cu o stație-bază.
Avea o greutate de 3 kg, raza de acțiune 20-30 km, iar timpul de funcționare al acumulatorilor ajungea până la 20-30 de ore.
Kuprianovici și-a patentat invenția în același an, 1957 (#115494/01.11.1957).
Stația de bază a lui LK-1 se putea conecta la rețeaua locală de telefonie mobilă putând astfel deservi mai mulți clienți.
În 1958, Kuprianovici și-a reproiectat telefonul ajungând la o versiune „de buzunar” de 500 g.
În 1958, URSS începe să dezvolte serviciul național de telefonie mobilă Altay.
În 1963, acest serviciu se înființează și la Moscova, iar în următorii ani în 30 de orașe ruse.
Prin anii 60' se aduc o serie de îmbunătățiri, mai ales prin contribuțiile lui Frenkiel și Engel de la Bell Labs, care pun în practică o serie de descoperiri din domeniul electrinicii și al computerului.
În 1970, Amos E. Joel, Jr. (tot de la Bell Labs) inventează un sistem care să permită telefoanelor să treacă dintr-o "arie celulară" într-alta fără întreruperea convorbirii telefonice.
În decembrie 1971, AT&T își prezintă oferta pentru serviciul de telefonie celulară către Comisia Federală de Comunicații (FCC).
După ani de dezbateri și audiențe, oferta este acceptabilă abia în 1982 ca Serviciu Avansat de Telefonie Mobilă (Advanced Mobile Phone Service - AMPS), alocându-i-se frecvențe din gama 824 - 894 MHz.
Serviciul analogic AMPS este depășit și înlocuit de cel digital în 1990.
Una din primele rețele publice de telefonie mobilă de succes este ARP din Finlanda, lansată în 1971.
Ulterior aceasta a fost considerată ca fiind de generație zero (0 G).

## Prima generație

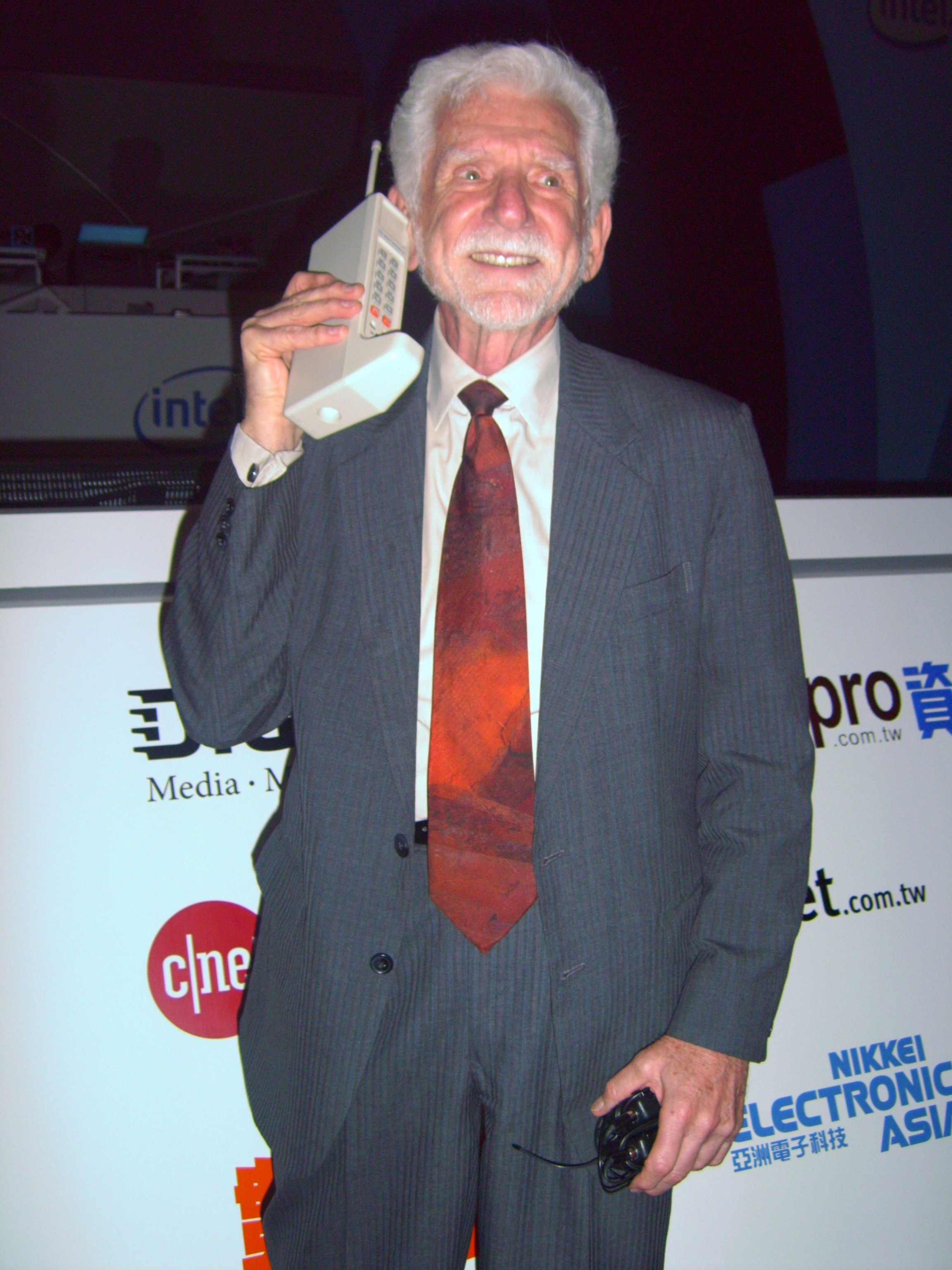
Dr. Martin Cooper (Motorola) efectuează prima convorbire cu un telefon mobil în 1973 (reconstituire în 2007)

Telefonia mobilă modernă înregistrează un salt uriaș pe parcursul zilei de 3 aprilie anul 1973,când Dr. Martin Cooper de la Motorola, în timp ce se deplasa pe o stradă din New York, efectuează o convorbire cu Dr. Joel S. Engel, șeful direcției de cercetare de la AT&T Bell Labs, fiind prima convorbire cu un telefon mobil.
Era vorba de un telefon Motorola DynaTAC.
În afară de Martin Cooper de la Motorola căruia i se atribuie primul telefon mobil practic, bazat pe utilizarea undelor radio, putem menționa și alți inventatori care și-au adus contribuția în evoluția telefoniei mobile:
- Nathan B. Stabbefield din Kentucky (patent 887,357);
- George Sweigert din Ohio căruia i se atribuie primul telefon modern fără fir;[6]
- Charles A. Gladder și Martin H. Parelman din Nevada, invenție patentată în 1979 ce prevedea utilizarea frecvențelor radio.

Dacă Bell Laboratories introdusese ideea comunicațiilor celulare pentru mașinile poliției (în 1947), meritul Motorola și mai ales al lui Cooper constă în utilizarea acestuia și în afara automobilului.
În 1977, AT&T și Bell Labs construiesc un prototip de sistem celular, iar în anul următor Bell Labs lansează testarea primei rețele celulare din Chicago, având peste 2000 de clienți de probă, utilizân serviciul AMPS, dar această rețea a fost aprobată de Comisia Federală de Comunicații (FCC) abia în 1982.
În octombrie 1983, Illinois Bell deschide primul sistem celular comercial.
Prima lansare comercială a telefoanelor celulare a avut loc în Tokio în 1979 (firma NET)
.În 1981, Motorola și American Radio Telephone lansează o a doua testare de serviciu comercial pe teritoriul SUA, iar in același an, sistemul NMT este lansat în Danemarca, Finlanda, Norvegia și Suedia urmand ca în 1982, după amânări îndelungate, FCC sa aprobe serviciul comercial celular pe teritoriul american.
Primul telefon mobil de pe piața americană a fost Motorola DynaTAC 8000 X, care a primit aprobarea în 1983.
Destul de redus ca dimensiuni pentru acea epocă, acest tip de telefon, considerat primul telefon mobil veritabil, a fost dezvoltat cu portul substanțial al lui M. Cooper și a necesitat costuri de cercetare de peste 100 milioane de dolari.

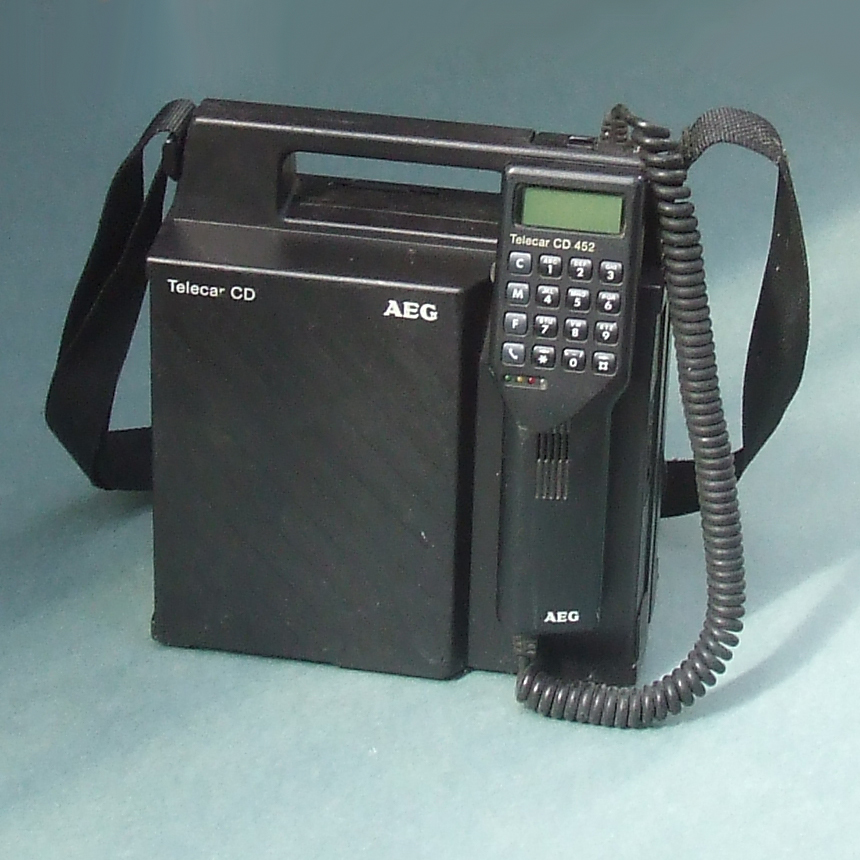
Telefon mobil din anii '80 realizat de AEG

În 1983, Ameritech introduce în Chicago primul serviciu analog celui furnizat de Advanced Mobile Phone Service (AMPS).
Primul telefon mobil care putea face trecerea de la o arie celulară la alta a fost comercializat de Bell Labs în 1984.
Astfel, telefoanele încep să se micșoreze, iar aria lor de acoperire să se mărească.
În anii '80 are loc o dezvoltare susținută a telefoniei mobile.
Apar rețele celulare cu o multitudine de stații-bază având asigurat și protocolul aferent de trecere de la o celulă la alta, fără întreruperea convorbirii.
În 1987, numărul de abonați americani depășește un milion.
În acea perioadă transmisia se efectua în sistem analog, tehnologie care nu era la fel de performantă ca cea digitală de astăzi.
Apăreau interferențe legate de electricitatea statică și de zgomot, iar transmisiile erau departe de a fi perfecte.
Sistemele utilizate (NMT, AMPS, TACS, RTMI, C-Net și Radiocom 2000) vor fi desemnate ulterior sub denumirea generală de generația I (1 G) de telefoane mobile.

## A doua generație

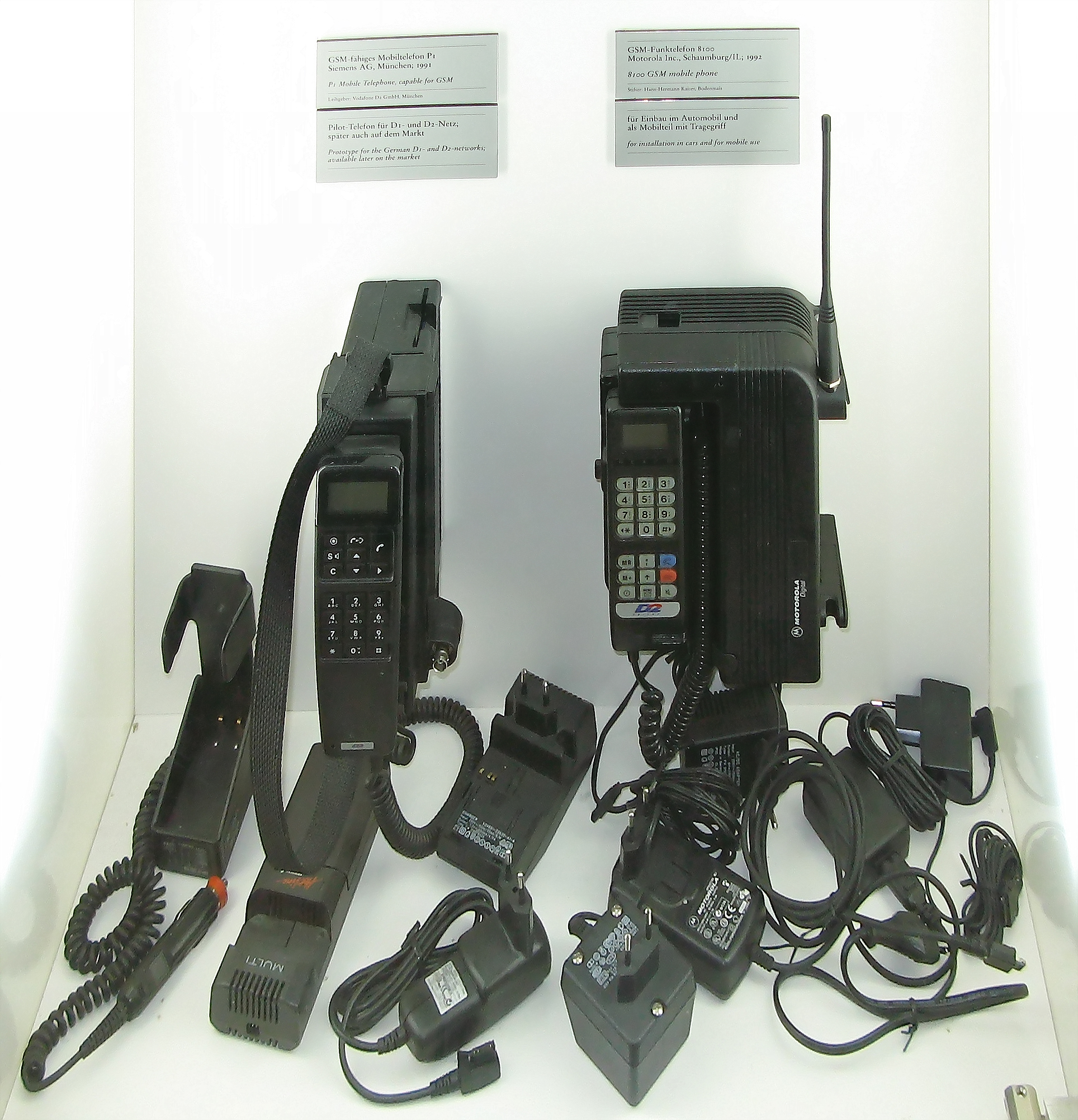
Două telefoane din 1991, care funcționau în sistem GSM

Are loc o evoluție rapidă a telefoniei mobile.
Prin anii '90 este lansată a doua generație (2G), care era bazată pe sistemele GSM (Global System for Mobile Communication), IS-116 („TDMA”), IS-95 („CDMA”), iDEN și PDC.
Sistemul de telefonie 2G este pus în practică pentru prima dată în Finlanda, în 1991, prin rețeaua de tip GSM Radiolinja (astăzi Elisa), fondată la 19 septembrie 1988.
De data aceasta, transmisia se realiza în mod digital. Dispăreau interferențele, iar conectarea cu rețeaua era mai rapidă.
Telefoanele devin tot mai mici și portabile (greutatea cuprinsă între 100 și 200 grame devine standard), mai eficiente energetic, iar popularitatea lor crește, devenind tot mai ieftine.
Industria telefonului mobil ia amploare.
Acest lucru se datorează diverselor inovații tehnologice, atât în domeniul electronicii (miniaturizarea și creșterea eficienței componentelor), cât și al acumulatorilor.
De asemenea, creșterea numărului de antene ale rețelei celulare conduce la scăderea puterii și energiei necesare unui telefon mobil. 
Pe lângă reducerea dimensiunii telefoanelor, mai era necesară și armonizarea frecvențelor de lucru din spațiul european cu cele din America.
Noi servicii oferite de a doua generație de telefoane:
- mesajul SMS: această nouă variantă de comunicare pur textuală a fost introdusă pentru prima dată în 1993 în Finlanda. În curând SMS-ul devine un mod de comunicare preferat de tineret. Și astăzi, în multe  spații comerciale este preferată utilizarea mesajului scris în locul apelului vocal.
- accesul la fișiere multimedia prin intermediul telefonului. Un astfel de exemplu îl constituie Finlanda, unde rețeaua Radiolinja oferea posibilitatea descărcărilor ("download") a tonurilor de apel dorite, și aceasta începând cu anul 1998.[6]
- transmiterea de reclame promoționale: lucru realizat pentru prima dată în 2000, în Finlanda;
- realizarea de plăți comerciale pentru utilități, pionieratul având loc în Norvegia anului 1999;
- Internet prin i-Mode, anul 1999, Japonia (prin NTT DoCoMo).

În Franța primul telefon mobil apare în 1992.

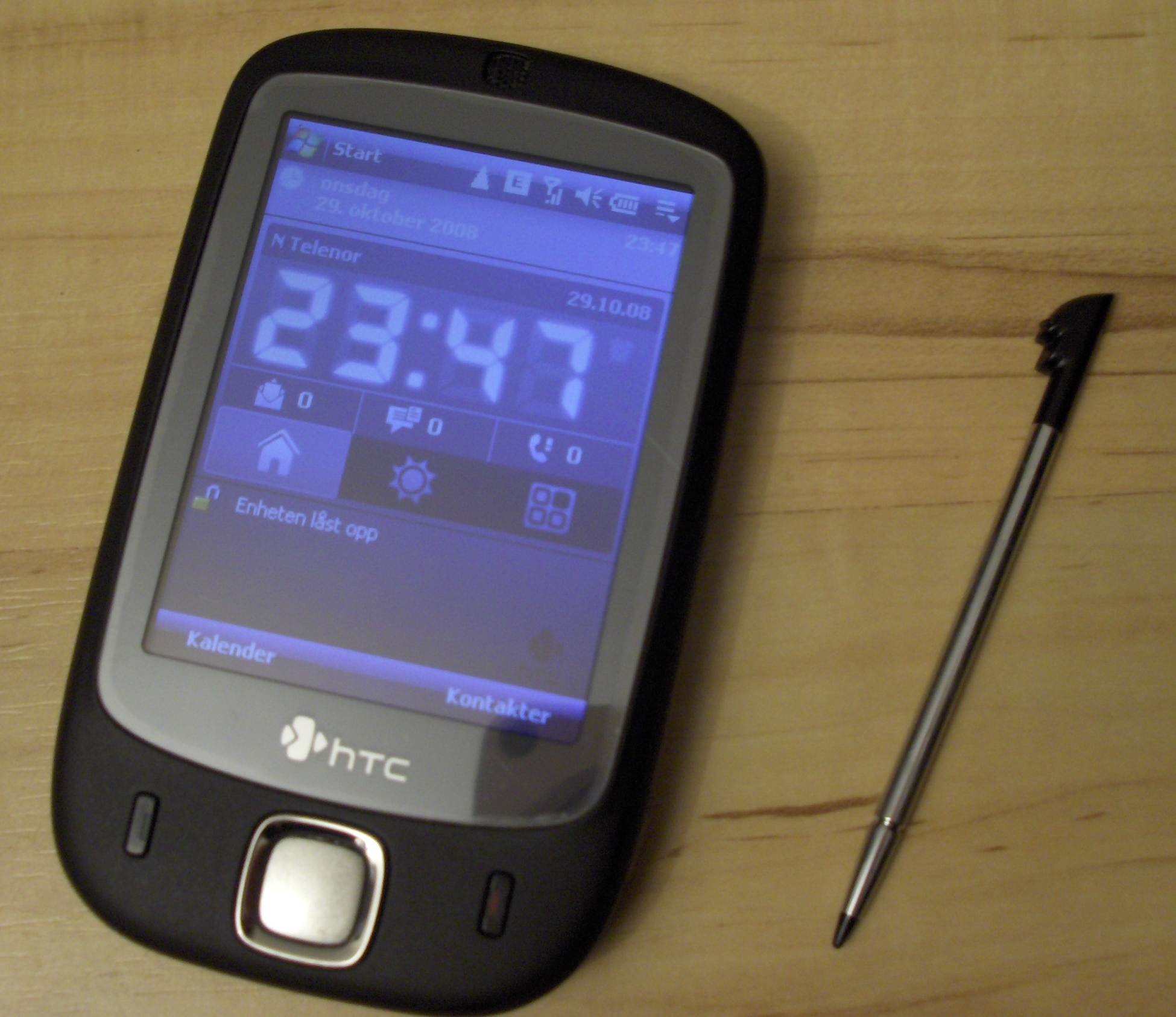
Telefon din generația a treia, dotat cu touchscreen

## A treia generație
Prima astfel de rețea, sub formă de test, a fost introdusă în mai 2001, în Japonia (NTT DoCoMo), lansarea comercială având loc în același an, in cursul zilei de 1 octombrie.
Viteza de transmisie este mai mare, la fel și capacitatea rețelei și calitatea serviciior oferite, care devin tot mai diversificate.
În 2002 generația a treia este lansată și în SUA și Coreea de Sud, țări urmate la scurt timp de Marea Britanie și Italia.
La sfârșitul anului 2007 existau in jur de 200 milioane de abonați ai rețelelor 3G, venitul adus de serviciile retelei depășind 120 milioane de dolari.

## A patra generație
Introducerea comercială a generației următoare, a patra, numită "4G", este așteptată pentru circa 2012-2014. Se urmărește ca transmisiile multimedia să fie net superioare, fiind executate în modul numit  „streaming media”, prin care informația multimedia va fi transmisă prompt și cu fidelitate.

## Tendințe
Tehnologia telefoniei mobile se află în plină evoluție. Aceasta constă atât în creșterea numărului de abonați și de posesori de telefoane, cât și în creșterea numărului de servicii și opțiuni realizabile cu ajutorul telefonului, bazate pe Internet și GPS, cum ar fi ghidaj pietoni (de ex., cum ajung de aici la Parcul Carol?), informații locale (unde e cel mai apropiat dentist?), sistem de plată (portmoneu electronic), modalitate de acces securizat în zone speciale și multe altele. V. și articolul Smartphone despre telefoanele mobile inteligente actuale.